# Endeis raleighi
Endeis raleighi is een zeespin uit de familie Endeidae. De soort behoort tot het geslacht Endeis. Endeis raleighi werd in 1992 voor het eerst wetenschappelijk beschreven door Bamber. 